# Кудіненко Ольга Ярославівна
Кудіненко Ольга Ярославівна (в шлюбі — Єрмолаєва, нар. 10 квітня 1988, Київ) — громадська діячка, засновниця українського благодійного фонду онкохворим дітям «Таблеточки», фандрейзер та член опікунської ради дитячої лікарні Охматдит.

## Життєпис
Ольга заснувала волонтерський рух «Таблеточки» в 2011 р., а згодом, у 2013 р., і однойменний фонд., в якому відповідає за розвиток фонду та координацію команди. Фонд «Таблеточки» надає допомогу онкохворим дітям і працює в чотирьох напрямках: допомога дітям, допомога лікарням, освіта лікарів і захист прав хворих дітей. За інформацією на сайті фонду, щомісячно під його опікою перебувають 500 дітей і 21 дитяче онковідділення. З 2011 року онкохворі діти отримали допомогу фонду більше ніж на 400 мільйонів гривень. Це перший український фонд, що створив освітню програму для лікарів та медсестер з метою підвищити рівень лікування хворих дітей та поводження з ними.
2009 отримала диплом бакалавра «Києво-Могилянської академії», також пройшла курс «Відповідальне лідерство» від Аспен Інститут Київ та практикум для директорів від Московської школи менеджменту Сколково (Росія). До заснування фонду «Таблеточки», працювала піар-менеджером Фонду Віктора Пінчука. Працює волонтеркою фонду, відмовившись стати його працівницею та отримувати платню.
В березні 2016 р. Ольга увійшла до переліку Топ 100 успішних жінок України за версією журналу «Новое время». Протягом 2014—2018 років щорічно входила до рейтингу 100 найвпливовіших жінок України журналу «Фокус». Також у 2014 році увійшла до переліку молодих професіоналів до 30ти років («30 до 30ти») журналу Форбс. У січні 2019 р. Ольга представляла Україну на всесвітньому економічному форумі в Давосі в рамках події Українського дому в Давосі. У листопаді 2020 року Ольга стала третью українкою, що пройшла програму Fortune-U.S. Department of State Global Women's Mentoring Partnership, яку організовує Держдепартамент США. В рамках цієї програми молоді лідерки з країн, що розвиваються, проходять менторство у найвпливовіших жінок світу зі списку Fortune 500. 

## Сім'я
- Брат Кудіненко Микола Ярославович (нар. 18.08.1982, Київ) — український бізнесмен, що має компанії в Києві та Москві[12][13].
- Батько — Кудіненко Ярослав Анатолійович (нар. 21.02.1956)